# 科利奇普莱斯 (华盛顿州)
科利奇普莱斯（英文：College Place），是美国华盛顿州瓦拉瓦拉县下属的一座城市。根据 2000年美国人口普查，该市有人口7,818人。根据2010年美国人口普查，该市有人口8,765人。而2011年估计该市有8,888人。